# Cissa jefferyi
La gazza verde del Borneo (Cissa jefferyi Sharpe, 1888) è un uccello passeriforme appartenente alla famiglia Corvidae.

## Etimologia
Il nome scientifico della specie, jefferyi, rappresenta una dedica dell'esploratore John Whitehead al padre Jeffrey.

## Descrizione

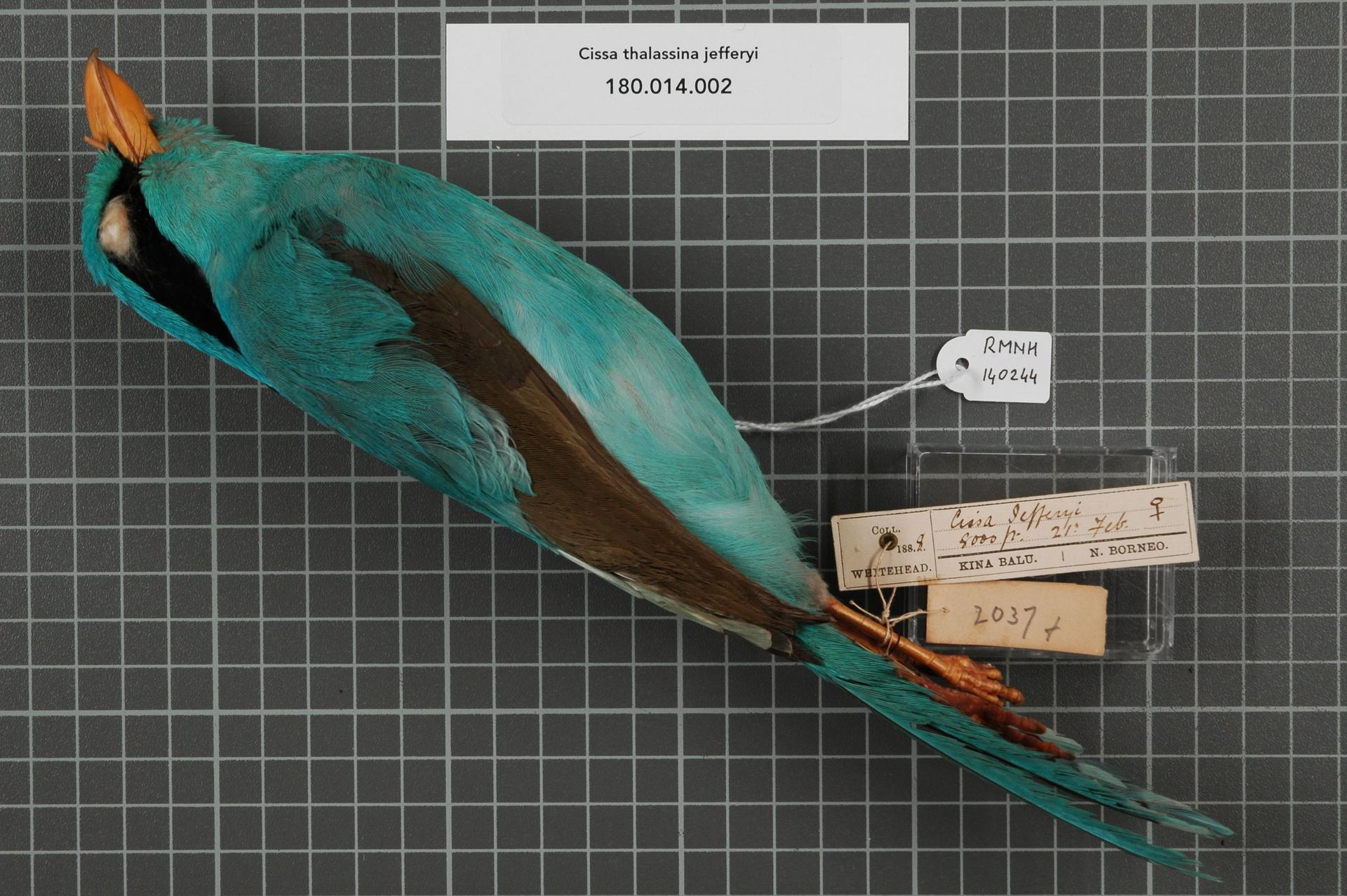
Veduta laterale di esemplare impagliato.

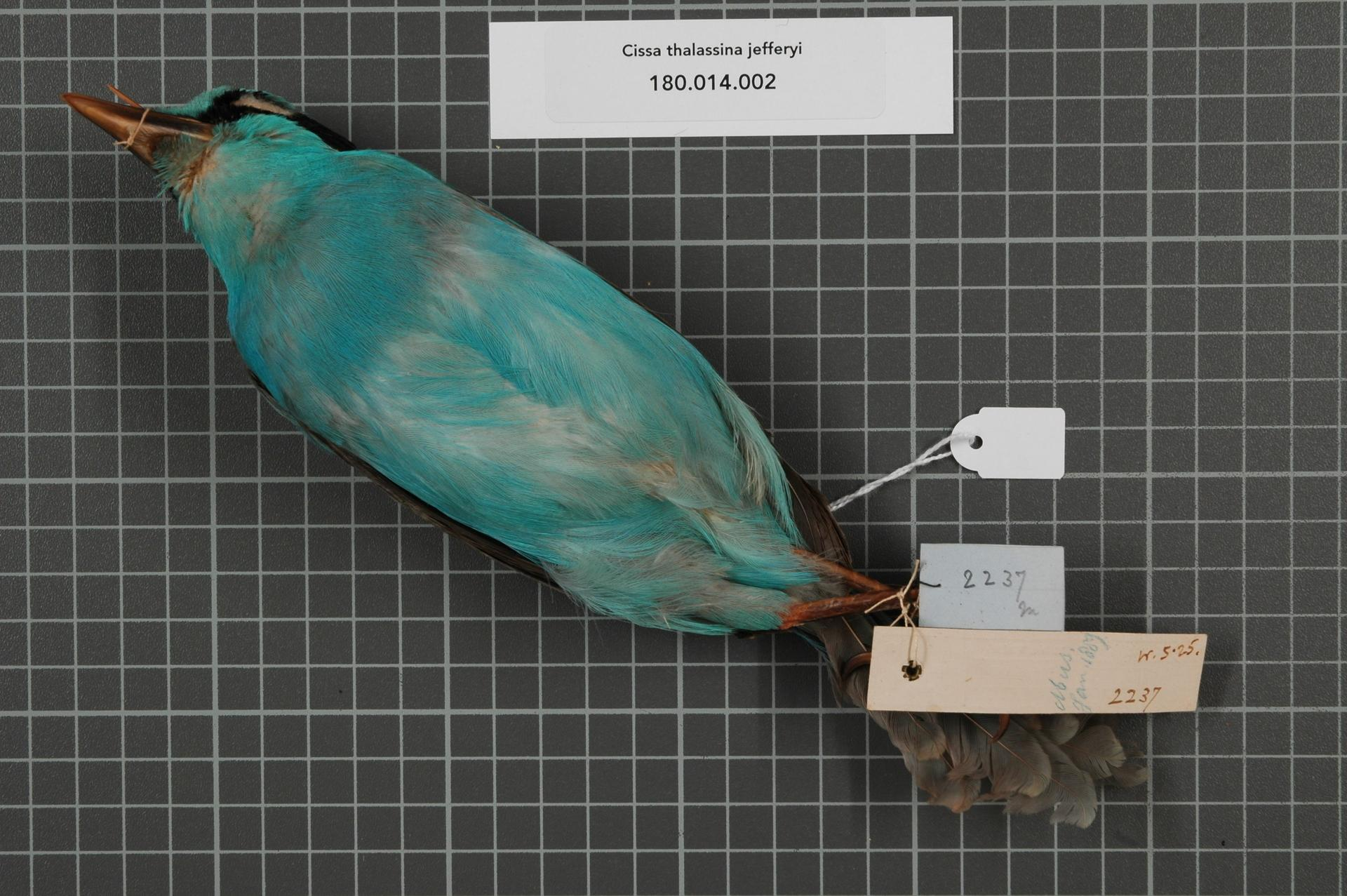
Veduta ventrale di esemplare impagliato.

### Dimensioni
Misura 33 cm di lunghezza, per 130 g di peso.

### Aspetto
Si tratta di uccelli dall'aspetto arrotondato e massiccio, muniti di grossa testa arrotondata e allungata con grandi occhi, forte becco conico e allungato anch'esso, ali digitate, zampe forti e coda lunga all'incirca quanto il corpo.
Il piumaggio si presenta di colore verde brillante su tutto il corpo: le penne remiganti sono di color bruno-cannella, le penne copritrici presentano orlo di color verde acqua, il sottocoda è biancastro ed anche la punta della superficie inferiore delle penne caudali è dello stesso colore, orlato da una barra nerastra. Talvolta, il piumaggio può schiarirsi sfumando nel giallo-verdastro su fronte, gola, petto e ventre, mentre i giovani e gli esemplari in cattività possono mostrare livrea tendente all'azzurro piuttosto che al verde. Dai lati del becco parte una banda nera che cinge la testa congiungendosi sulla nuca, formando una caratteristica mascherina attorno agli occhi.
Il becco è di color rosso corallo, così come dello stesso colore sono il cerchio perioculare e le zampe: gli occhi, a differenza delle specie congeneri (che, salvo alcune sottospecie, presentano iridi rosse) sono di color giallo-ambrato.

## Biologia
Si tratta di uccelli diurni, che passano la giornata alla ricerca di cibo fra i rami o al suolo, muovendosi da soli o in coppie, talvolta formando gruppi misti con altre specie dalle abitudini affini.
Il richiamo di questi uccelli è piuttosto musicale e si compone di sequenze di 5-10 note acute fischiate.

### Alimentazione

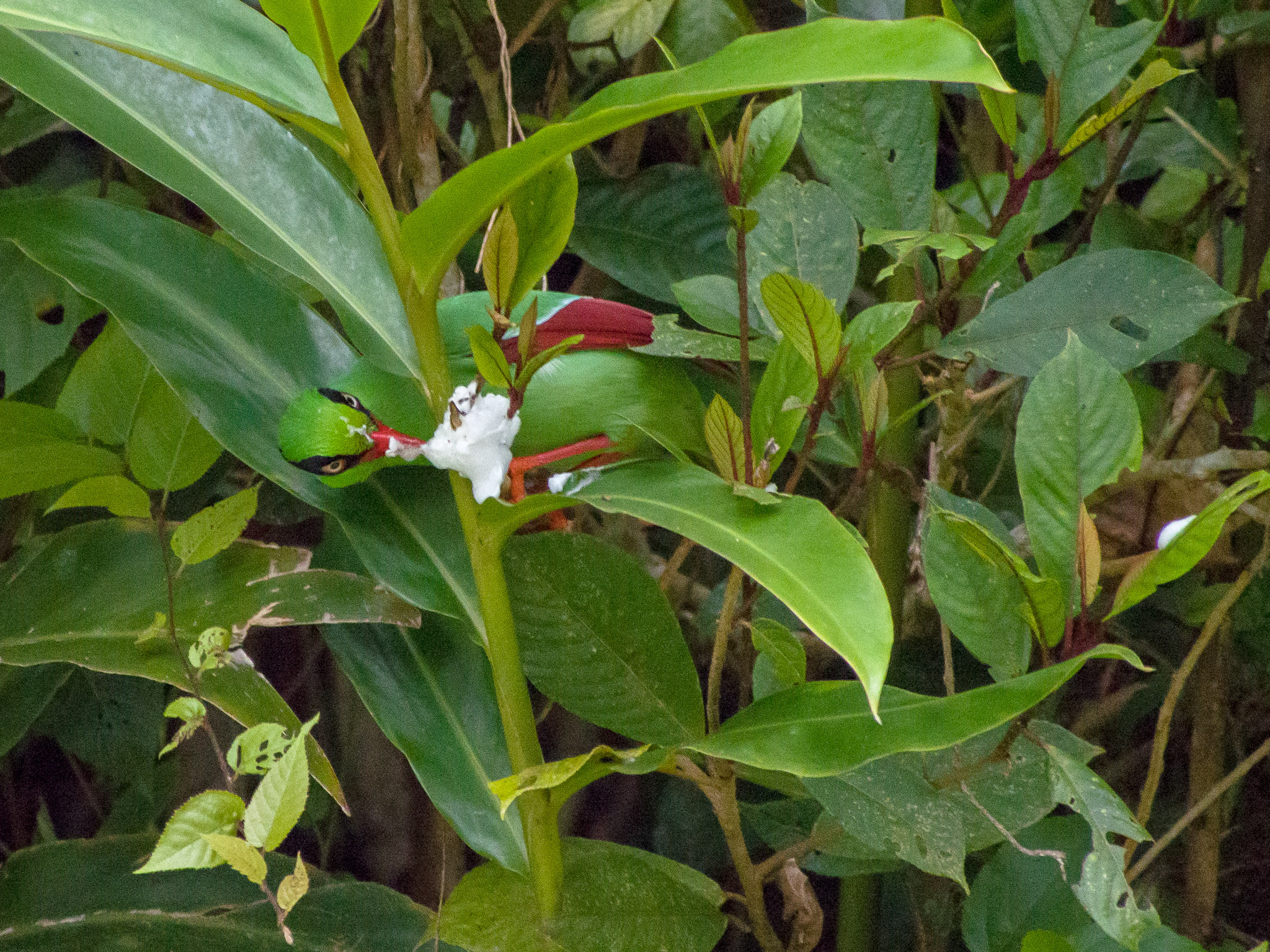
Esemplare si alimenta nel Sabah.

La dieta della gazza verde del Borneo si basa su grossi insetti e lumache, che questi uccelli sembrano consumare in gran quantità: probabilmente, come le altre gazze verdi, anche quella del Borneo preda piccoli vertebrati e depreda i nidi degli altri uccelli.

### Riproduzione
Riguardo alla riproduzione di questi uccelli sono stati finora raccolti pochi dati: l'osservazione di gruppetti familiari formati dalla coppia riproduttrice (si tratta infatti di uccelli monogami) e dai giovani non ancora pienamente autosufficienti in aprile farebbe pensare che le gazze verdi del Borneo comincino a riprodursi verso febbraio, tuttavia l'osservazione sempre in aprile di coppie in nidificazione farebbe pensare che in realtà la stagione degli amori sia meno regolare.

Il nido è a forma di coppa e viene costruito da ambedue i sessi fra i rami di un albero, intrecciando rametti, fibre vegetali e radichette: anche la cova delle 2-6 uova viene portata avanti da ambedue i sessi, così come le cure parentali nei confronti dei nidiacei, che sono ciechi ed implumi alla schiusa.

## Distribuzione e habitat

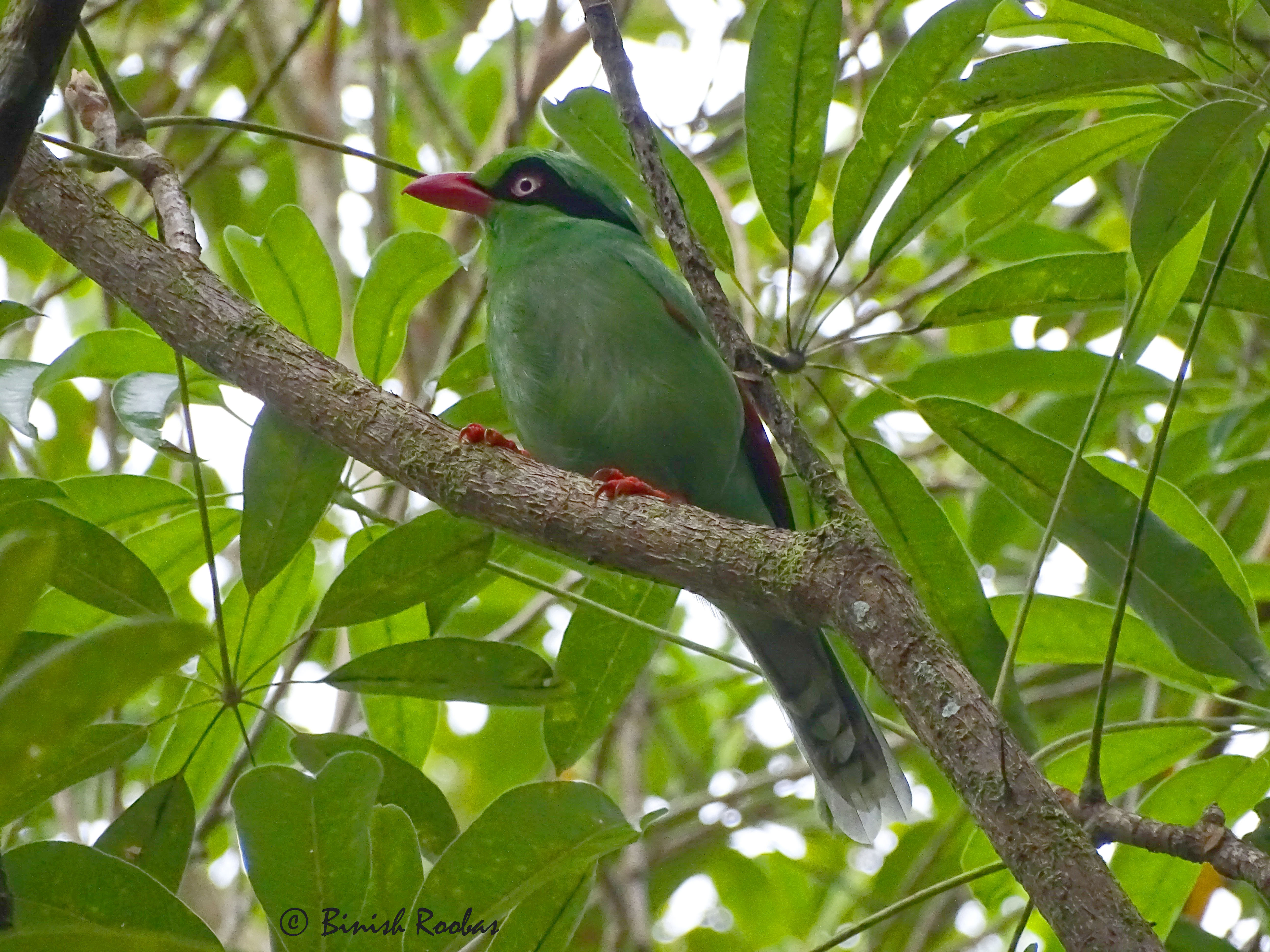
Esemplare nel parco di Kinabalu.

Come intuibile dal nome comune, la gazza verde del Borneo è endemica del Borneo, del quale popola la porzione montuosa centro-settentrionale, compresa grossomodo fra il monte Kinabalu e il monte Murud.
L'habitat di questi uccelli è rappresentato dalla foresta pluviale montana e dalla foresta nebulosa al di sopra dei 1400 m di quota (sebbene siano stati effettuati avvistamenti anche a 900 e a 304 m di quota).